# Badiane chinoise
Illicium verum
Pour les articles homonymes, voir Badiane et Anis.
La badiane chinoise, ou anis étoilé, est le fruit du badianier de Chine (Illicium verum), utilisée comme épice en cuisine pour son goût anisé. Le fruit est composé d'un polyfollicule ligneux à huit carpelles contenant chacune une graine brillante. Il forme ainsi une étoile à huit branches très caractéristique, d'où le nom vernaculaire d'anis étoilé. Les fruits sont cueillis verts, avant d'être séchés au soleil, où ils prennent une couleur marron rouge.
Les Chinois la connaissent sous différents noms. Le plus courant, lié à ses huit lobes donna le nom chinois qui peut être traduit littéralement par « huit cornes » (chinois : 八角 ; pinyin : bā jiǎo ; cantonais Jyutping : baat gok ; 八 « huit », 角 « cornes »). 
Il existe ensuite d'autres appellations courantes telle que, 
- en chinois : 大料 ; pinyin : dàliào ; litt. « gros fourrage » ;
- ainsi que, en 大茴香, dàhuíxiāng, « grand fenouil » ;
- et enfin, en 八角茴香, bājiǎo huíxiāng, « fenouil à huit cornes ».

Le terme est un emprunt au persan bādiān, « anis, fenouil », en raison de l'odeur et du goût communs avec le fruit de l'anis, Pimpinella anisum L..

## Dénominations

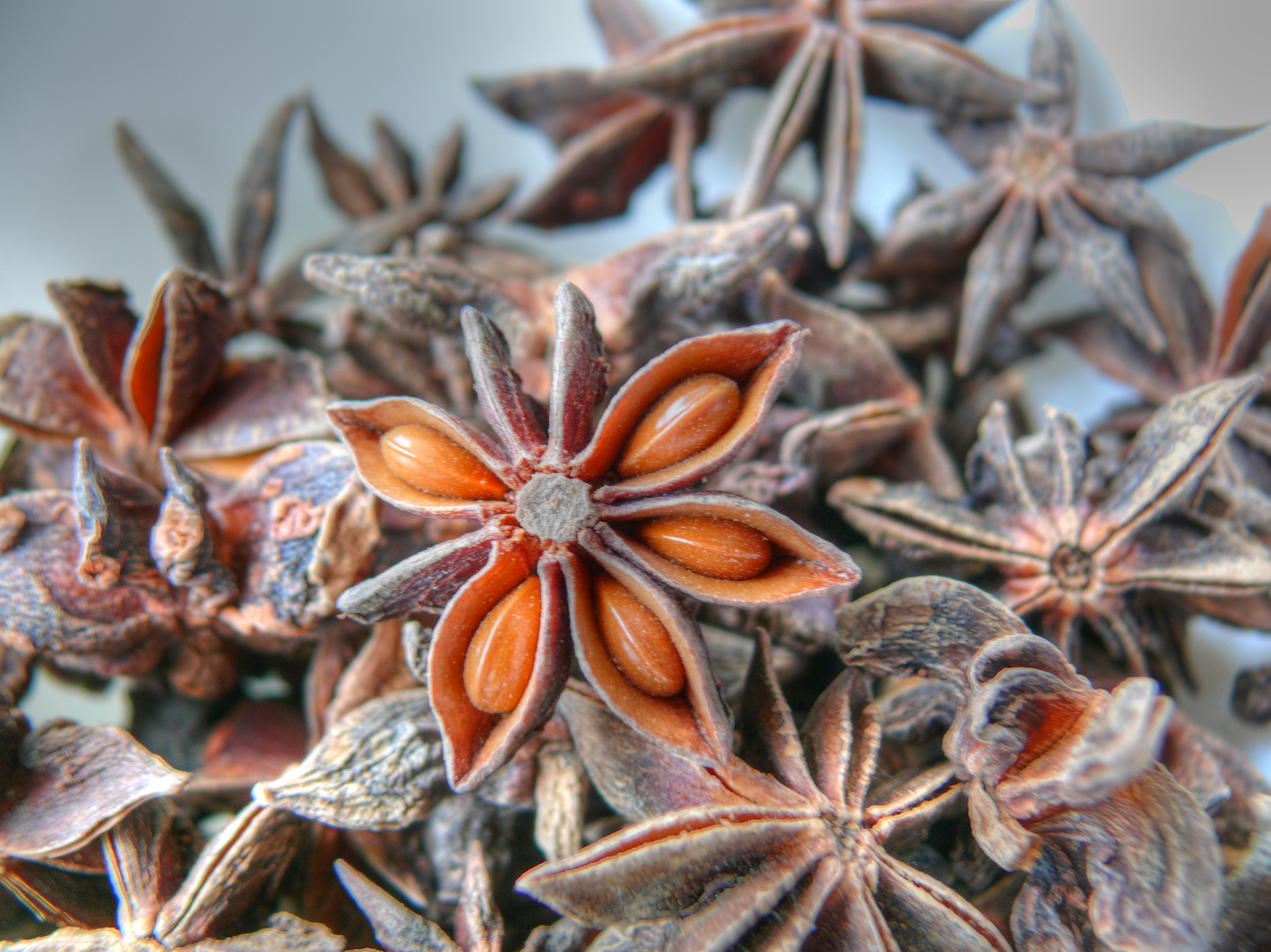
Fruit séché avec des carpelles ouverts, et contenant des graines.

L’anis étoilé est aussi nommé « anis de Sibérie », « fenouil de Chine » ou localement Mang-tsao. Le fruit de la badiane japonaise, toxique, Illicium anisatum, anciennement Illicium religiosum, ressemble fortement à l'anis étoilé et est interdit de commercialisation en France.
L'anis étoilé sert dans plusieurs domaines :
- Il est utilisé en médecine traditionnelle (eupeptique, carminatif, diurétique, tonicardiaque…). Il produit une huile essentielle riche en anéthol, estragol, linalol, terpinéol, polysaccharides lipides - flavonoïdes ;
- on le trouve dans les tisanes et la composition d’épices, dont le fameux mélange 5 épices, des currys, etc. ;
- dans les apéritifs anisés industriels, il a peu à peu remplacé l’anis vert d’antan.

## Histoire et production
La badiane est introduite en Europe par le marchand explorateur et important auteur littéraire Marco Polo (1254-1324), durant ses voyages des XIIIe siècle et XIVe siècle. Épice rare et très chère au Moyen Âge, son utilisation se développe en Occident à partir de la Renaissance, grâce à son importation par l'Empire britannique. 

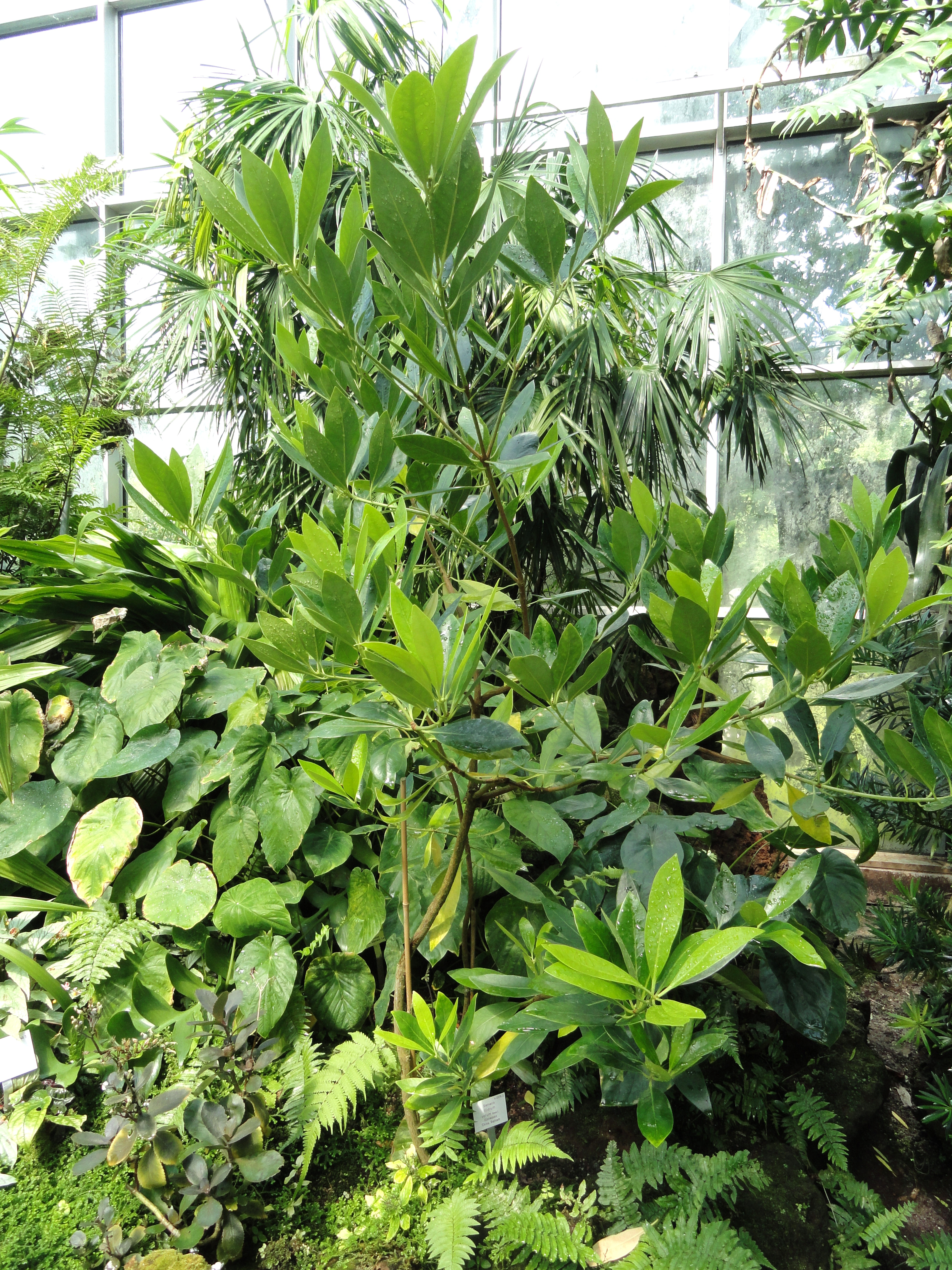
Badianier de Chine
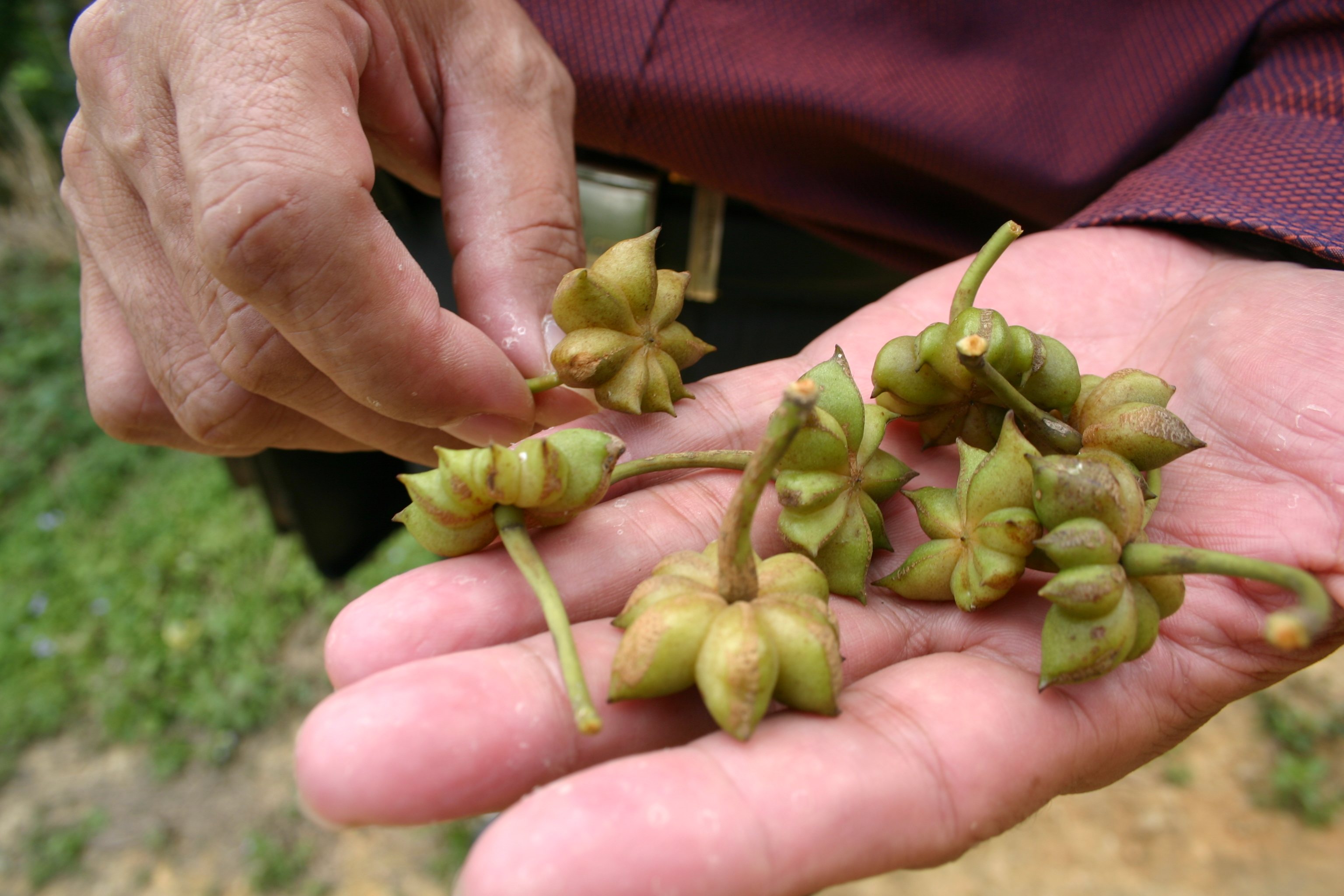
Fruit vert.
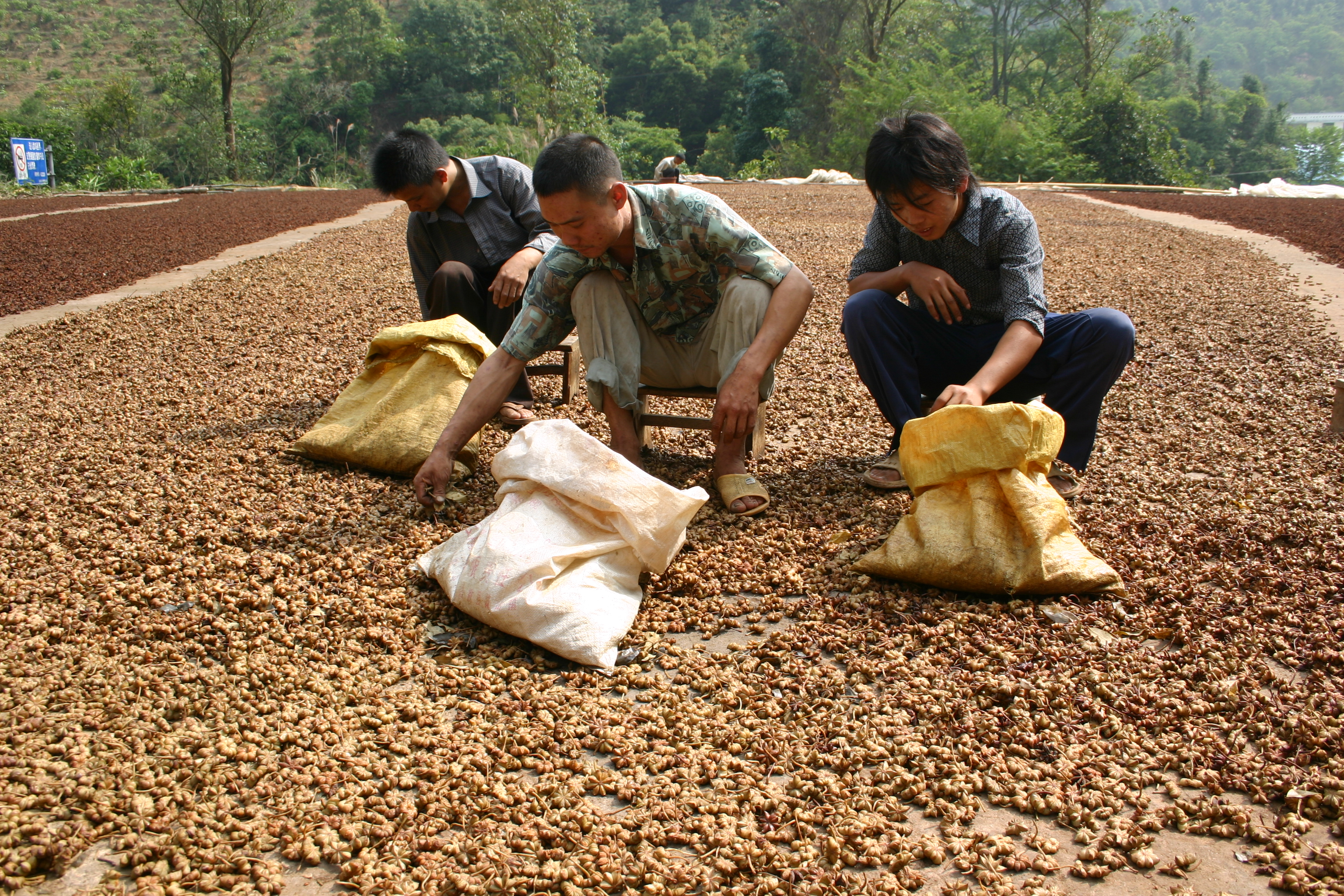
Séchage au soleil, en Chine.
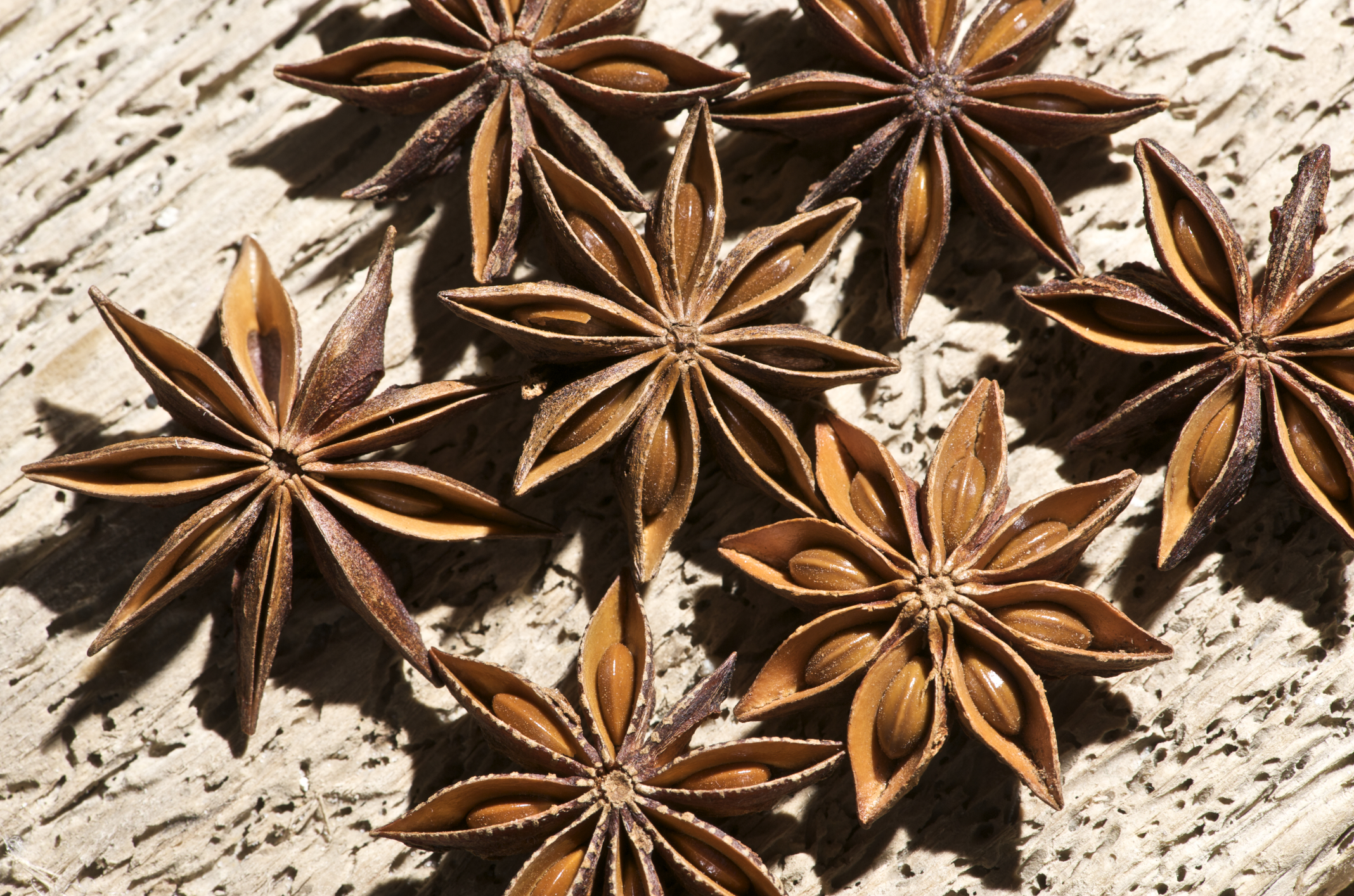
Badiane séchée en plan serré.
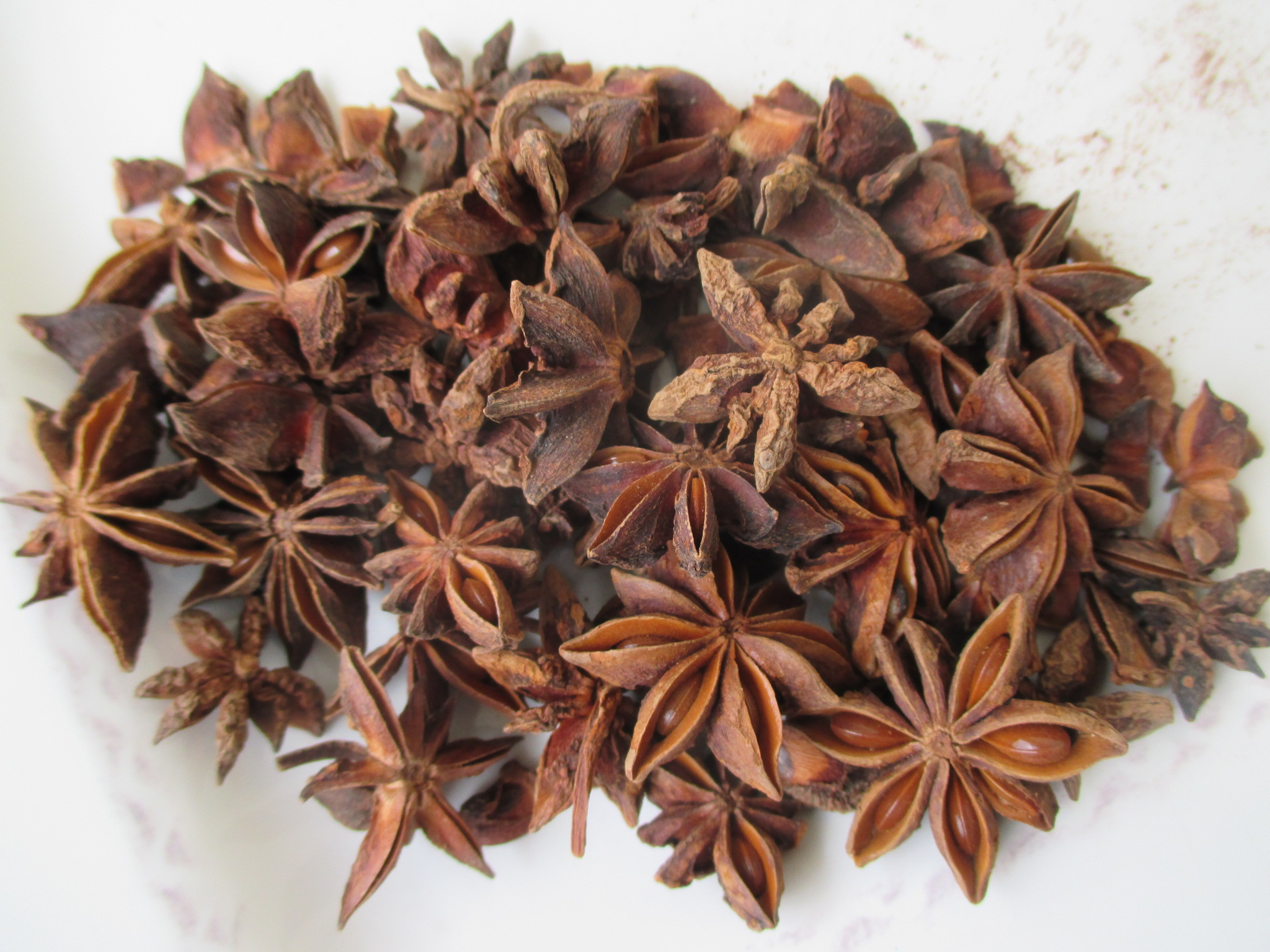
Badiane séchée.
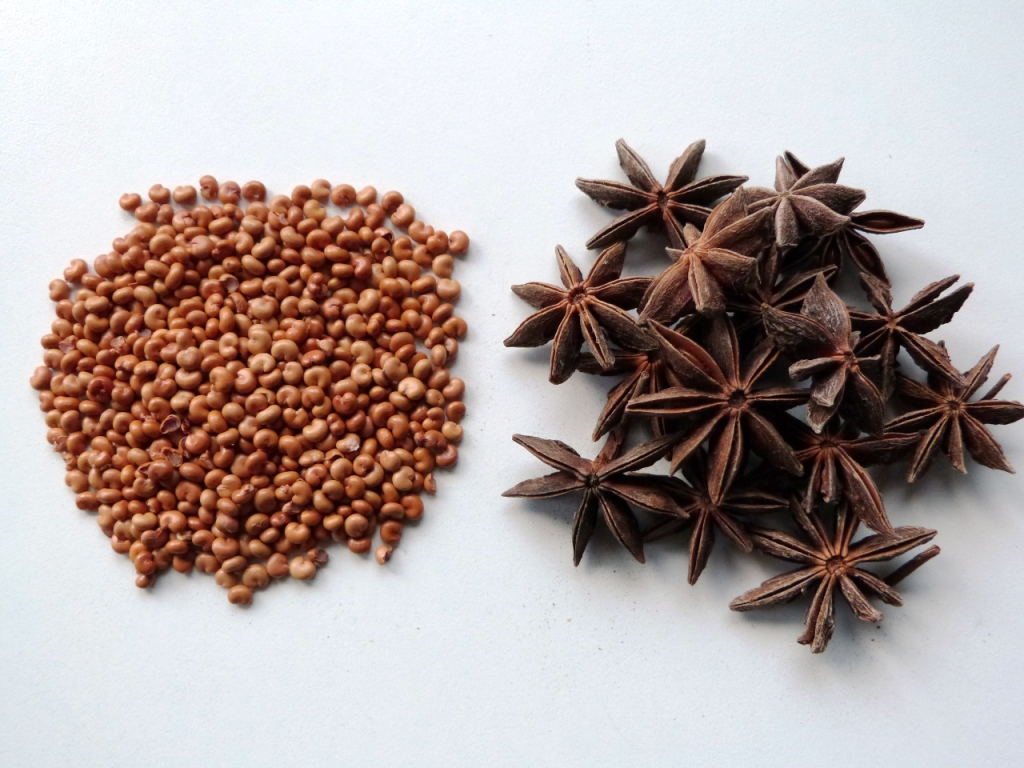
Graines et fruits, séparés.

Les récoltes de badiane ont lieu deux fois par an, en avril et octobre.
En 2007, la production mondiale de badiane est de 40 000 tonnes.
90 % de la production mondiale de badiane provient de la province du Jiangxi en Chine, où elle fait vivre 10 millions de personnes,. Le reste est produit au Viêt Nam, au Cambodge, au Laos, au Japon et aux Philippines.

## Utilisation alimentaire
L'anis étoilé est une épice à l'arôme plus puissant que l'anis vert qui entre dans la composition du mélange de la poudre aux cinq épices (五香粉, wǔxiǎngfěn) : badiane, poivre du Sichuan, cannelle, clou de girofle, graines de fenouil.
Dans la cuisine de la province de Hubei, en Chine, elle est souvent utilisée avec le poivre du sichuan et des piments de Cayenne pour préparer les légumes sautés.
L'arôme de la badiane est principalement dû à l'anéthol.
Son huile se distingue essentiellement de l'huile d'anis vert par sa teneur en fenchone et son absence d'isomère de type pseudo-isoeugénol.
Il est utilisé en Europe, notamment dans la fabrication de l'anisette, du pastis, de l'ouzo ou de la sambuca.
En pâtisserie, il aromatise gâteaux et galettes traditionnelles de l'ouest de la France (infusé dans du lait). En Allemagne, il est utilisé dans la fabrication des marmelades. Il facilite les digestions difficiles, d'où son succès en apéritif, en digestif ou en dessert.

## Propriétés médicinales
La badiane chinoise est aussi utilisée dans la fabrication de l'acide shikimique. Cet acide qui ne présente aucune activité antivirale sera transformé plusieurs fois avant de devenir le phosphate d'oseltamivir, molécule active du Tamiflu, médicament antigrippal des laboratoires Roche, utilisé contre la grippe humaine et, à défaut d'autre médicament, contre les grippe aviaire et grippe porcine. Le procédé de fabrication ne consiste nullement en une distillation comme pour obtenir de l'huile essentielle. Cette utilisation pharmaceutique de la badiane chinoise est à l'origine de la flambée de son prix. Cependant, l'oséltamivir pouvant être maintenant obtenu à partir de différents procédés (bio-fermentation, synthèse chimique
, autres plantes), les prix pourraient être amenés à baisser.
Attention de ne pas confondre, en particulier lorsqu'elle est en poudre, la badiane chinoise et la badiane japonaise, qui est toxique et dont l'utilisation n'est pas autorisée en France.